# Amphicrossa
Amphicrossa là một chi bướm đêm thuộc họ Geometridae.

## Các loài
- Amphicrossa adelosticha (Turner, 1926)
- Amphicrossa hemadelpha (Lower, 1897)